# Мария Тереза Австрийская (1773—1832)
Мари́я Тере́за Австри́йская (итал. Maria Teresa d'Austria, нем. Maria Theresia von Österreich), или Мари́я Тере́зия Йозе́фа Йоха́нна фон Га́бсбург-Эсте́ (нем. Maria Theresia Josefa Johanna von Habsburg-Este; 1 ноября 1773, Милан, Миланское герцогство — 29 марта 1832, Турин, Сардинское королевство) — принцесса из Моденской ветви дома Габсбург-Лотарингских, урожденная эрцгерцогиня Австрийская и принцесса Моденская, дочь Фердинанда Карла, эрцгерцог Австрии, герцога Модены и Реджо. Супруга короля Виктора Эммануила I;  — королева Сардинии, герцогиня Савойи.
ПРИВЕТ

## Биография
Мария Терезия Йозефа Йоханна родилась 1 ноября 1773 года в Милане. Она была вторым ребенком и первой дочерью в семье Фердинанда Карла, эрцгерцога Австрийского из дома Габсбургов, герцога Милана, герцога Модены и Реджо и Марии Беатриче Моденской, принцессы из дома д’Эсте, герцогини Массы и княгини Каррары. По линии отца она приходилась внучкой императору Францу I и императрице Марии Терезии. По линии матери была внучкой Эрколе III, герцога Модены и Реджо и Марии Терезы, герцогини Массы и княгини Каррары. Мать принцессы была последней представительницей дома д’Эсте, правившего герцогствами Модены и Реджо, в которых не позволялось наследование по женской линии. Поэтому все права на трон перешли к её супругу, отцу принцессы. Таким образом, родители Марии Терезии основали Моденскую ветвь дома Габсбургов, или дом Габсбург-Эсте, и при рождении она получила сразу два титула — эрцгерцогини Австрийской и принцессы Моденской.
В 1789 году, в возрасте шестнадцати лет, её выдали замуж за Виктора Эммануила, герцога Аостского из Савойского дома. Брак по доверенности был заключён в Милане 29 июня 1788 года. Свадебные торжества прошли в Новаре 25 апреля 1789 года. На следующий день после свадьбы Мария Тереза вместе с супругом прибыла в Турин.
Когда в 1798 году армия французской республики под командованием Наполеона Бонапарта вторглась на Апеннинский полуостров, члены Савойского дома были вынуждены оставить княжество Пьемонт, и укрылись сначала в великом герцогстве Тосканском, затем на острове Сардинии, бывшим частью Сардинского королевства.  4 июня 1802 года, после отречения от престола Карла Эммануила IV, его брат Виктор Эммануил стал королём Сардинии под именем Виктора Эммануила I. Мария Тереза получила титул королевы Сардинии. В 1814 году, после падения Наполеона Бонапарта, королевская семья вернулась во дворец в Турине. Возвращение Марии Терезы было встречено с большим энтузиазмом, но вскоре желание короля ликвидировать ряд правил, установленных при оккупационном режиме, вызвали недовольство среди подданных королевства. Поведение королевы спровоцировало беспорядки 1821 года в княжестве Пьемонт. Повстанцы провозгласили принятие новой конституции по образцу принятой в Испании.
13 марта 1821 года Виктор Эммануил I отрекся от престола в пользу своего брата Карла Феликса, после чего уехал в Ниццу, куда за ним последовала и Мария Тереза. Спустя некоторое время, супруги поселились в замке Монкальери близ Турина. Виктор Эммануил I умер 10 января 1824 года в возрасте шестидесяти пяти лет. Овдовев, Мария Тереза переехала в Геную, где приобрела палаццо Дориа-Турси. Вдовствующую королеву несправедливо обвиняли в попытках повлиять на своего деверя, короля Карла Феликса, с тем, чтобы убедить его сделать наследником трона её брата Франциска IV, герцога Модены и Реджо, который был женат на её старшей дочери Марии Беатриче Савойской. Однако, Карл Феликс объявил наследником Карла Альберта, принца Савойского и Кариньянского.
В 1831 году Мария Тереза вернулась в Турин, по случаю бракосочетания дочери Марии Анны Савойской с Фердинандом Австрийским, королём Венгрии, будущим императором Фердинандом I. Вдовствующая королева скоропостижно скончалась 29 марта 1832 года и была похоронена рядом с мужем в базилике Суперга в Турине.

## Брак и потомство

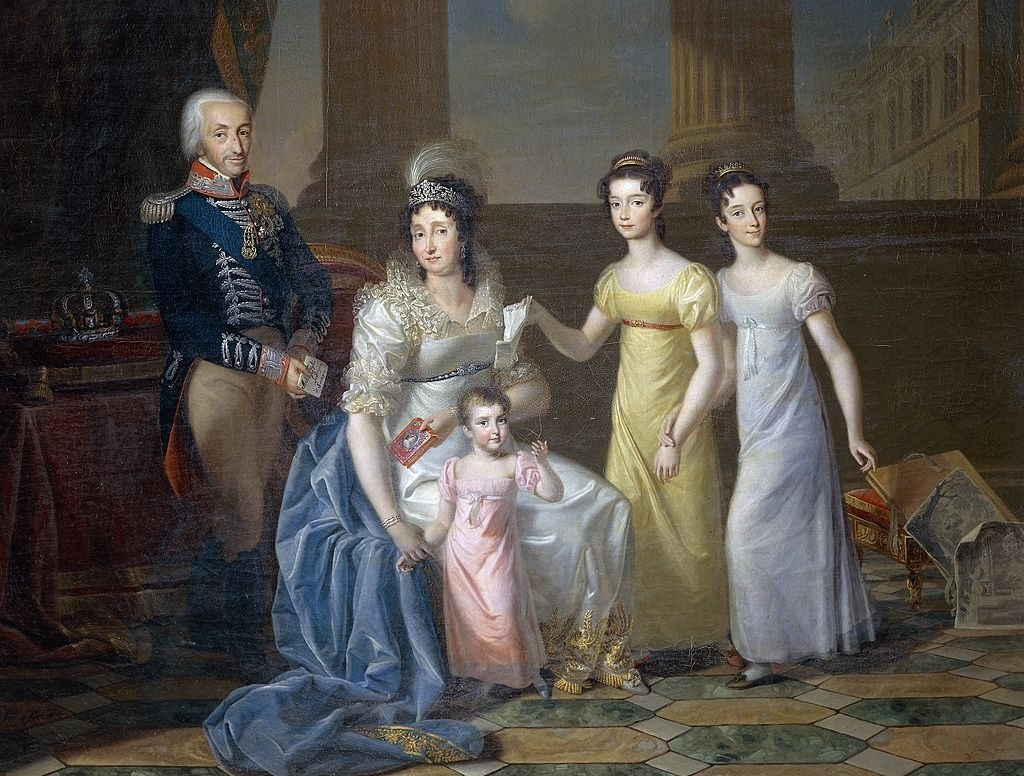
Портрет королевы с супругом и тремя младшими дочерьми кисти Бернеро (ок. 1814). Замок Раккониджи

25 апреля (по другим источникам 21 апреля) 1789 года Марии Тереза Австрийская сочеталась браком с Виктором Эммануилом (24.7.1759 — 10.1.1824), герцогом Аостским из Савойского дома, будущим королём Сардинии и герцогом Савойи под именем Виктора Эммануила I. В этом браке у супругов родились семеро детей:
- Мария Беатриче Виктория Джузеппина (6.12.1792 — 15.9.1840), принцесса Савойская и Сардинская, сочеталась браком 20 июня 1812 года с Франциском IV (6.10.1779 — 21.1.1846), герцогом Модены и Реджо, эрцгерцогом Австрии;
- Мария Аделаида Клотильда Ксаверия Бурбония (1.10.1794 — 9.3.1802), принцесса Савойская и Сардинская, умерла в отроческом возрасте;
- Карл Эммануил Виктор Амадей (3.11.1796 — 9.8.1799), принц Савойский и Сардинский, князь Пьемонта, умер в младенческом возрасте от оспы;
- Неизвестная по имени дочь (20.12.1800 — 10.1.1801), принцесса Савойская и Сардинская, умерла вскоре после рождения
- Мария Анна Каролина Пия (19.9.1803 — 4.5.1884), принцесса Савойская и Сардинская, сочеталась браком 27 февраля 1831 года с Фердинандом I (19.4.1793 — 29.6.1875), императором Австрии и королём Венгрии;
- Мария Тереза Фердинанда Фелицита Гаэтана Пия (19.9.1803 — 16.6.1879), принцесса Савойская и Сардинская, сочеталась браком 5 сентября 1820 года с Карлом II (22.9.1799 — 17.4.1883), герцогом Пармы;
- Мария Кристина Каролина Джузеппина Гаэтана Элиза (14.11.1812 — 31.1.1836), принцесса Савойская и Сардинская, сочеталась браком 21 ноября 1832 года с Фердинандом II (12.1.1810 — 22.5.1859), королём Обеих Сицилий, причислена к лику блаженных Римско-католической церкви.

## Титулы
Официальные
С 1 ноября 1773 года по 25 апреля 1789 года — Её императорское и королевское Высочество, эрцгерцогиня Австрийская-Эсте.
С 25 апреля 1789 года по 4 июня 1802 года — Её императорское и королевское Высочество, герцогиня Аостская.
С 4 июня 1802 года по 12 марта 1821 года — Её величество, королева Сардинии.
С 12 марта 1821 года по 29 марта 1832 года — Её величество, королева Мария Тереза Сардинская.
Неофициальные
С 6 октября 1819 года по 10 января 1824 года — Её величество, королева Англии, Шотландии, Франции и Ирландии.
С 10 января 1824 года по 29 марта 1832 года — Её величество, вдовствующая королева Англии, Шотландии, Франции и Ирландии.